# Brahma Sampradája
Brahma Sampradája (Brahma-sampradāya) je vaišnavská učednická posloupnost duchovních mistrů (sampradāya) pocházející od Brahmy, první stvořené bytosti ve vesmíru.
Na počátku stvoření Nejvyšší Bůh, Višnu (Kršna), zasvětil Brahmu mantrou Gájatrí do duchovního poznání. Brahmá se tak stal prvním učitelem a zakladatelem učednické posloupnosti Brahma-sampradája.
Podle Véd existují čtyři pravé vaišnavské sampradáji: Brahma-sampradája pocházející od Brahmu, Kumára-sampradája pocházející od čtyř Kumárů, Šrí-sampradája od bohyně štěstí, a Rudra-sampradája od Pána Šivy.
Když se védské poznání časem ztratilo, velký učitel Madhva (1238–1319), se zasloužil o jeho znovuobnovení. Madhva je zároveň velice významný vaišnavský áčárja, a proto učednická posloupnost začala být známá jako Brahma-Madhva-sampradája.
Později, v 15.–16. století, kdy se na posloupnost napojila větev Šrí Čaitanji Maháprabhua a Jeho následovníků z Bengálska (gaudíja-vaišnava), začala být tato posloupnost známá jako Brahma-Madhva-Gaudíja-sampradája.

## Guru Parampara
Následuje seznam členů, áčárjů, učednické posloupnosti Brahma Sampradája, která začíná samotným Krišnou:
1. Kršna
2. Brahmá
3. Nárada Muni
4. Vjása
5. Madhváčárja (Púrnapragja Tírtha)
6. Padmanábha Tírtha
7. Narahari Tírtha
8. Mádhava Tírtha
9. Akšóbhja Tírtha
10. Džaja Tírtha Tírtha
11. Gjánasindhu Tírtha
12. Dajánidhi Tírtha
13. Vidjánidhi Tírtha
14. Rádžéndra Tírtha
15. Džajadharma Tírtha
16. Purušóttama Tírtha
17. Brahmanja Tírtha
18. Vjása Tírtha
19. Lakšmípati Tírtha
20. Mádhavéndra Purí
21. a) Íšvara Purí, b) Nitjánanda Prabhu, c) Advaita Áčárja
22. Čaitanja Maháprabhu
23. a) Rúpa Gosvámí, b) Svarúpa Dámódara Gosvámí, c) Sanátana Gosvámí
24. a) Raghunátha dása Gosvámí, b) Džíva Gosvámí
25. Kršnadása Kavirádža Gosvámí
26. Naróttama dása Thákura
27. Višvanátha Čakravartí Thákura
28. a) Baladéva Vidjábhúšana, b) Džagannátha dása Bábádží
29. Bhaktivinóda Thákura
30. Gaurakišóra dása Bábádží
31. Bhaktisiddhánta Sarasvatí Thákura
32. A. Č. Bhaktivédánta Svámí Prabhupáda (zakladatel-áčárja ISKCONu)

## Současnost
Současným čelným představitelem Brahma-Madhva-Gaudíja-sampradáji je Mezinárodní společnost pro vědomí Kršny (ISKCON), známá také jako hnutí Hare Kršna. Zakladatel-áčárja ISKCONu je Šríla A. Č. Bhaktivédánta Svámí Prabhupáda. ISKCON je větev této učednické posloupnosti a má za cíl rozšiřovat poznání a kulturu, jak je předložena v Bhagavad-gítě a Šrímad Bhágavatamu. Šríla Prabhupáda přeložil Bhagavad-gítu a Šrímad Bhágavatam ze sanskrtu a také Čaitanja Čaritámritu (od Kršnadáse Kavirádže) z bengálštiny. Tato písma přeložil do angličtiny a opatřil je výklady, které vycházejí z komentářů předchozích áčárjů (duchovních mistrů) učednické posloupnosti. Při psaní výkladů k Bhagavad-gítě používal komentáře Bhaktivinódy Thákura, Madhváčárji, a dalších. U výkladů ke Šrímad Bhágavatamu vycházel z komentářů především Šrídhary Svámího, Šríly Džívy Gósvámího a Šríly Višvanáthy Čakravartího Thákura a dalších. A ve výkladech k Čaitanja Čaritámritě čerpal z komentářů Bhaktivinódy Thákura a svého guru-mahárádže, Bhaktisiddhánty Sarasvatího.